# Panthera tigris virgata
La tigre del Caspio (Panthera tigris virgata Illiger, 1815), nota anche come tigre del Turan e tigre dell'Ircania, era una sottospecie estinta di tigre, sopravvissuta fino agli inizi degli anni '70 del Novecento, che viveva nelle foreste sparse e lungo i corridoi fluviali delle regioni a est e a sud del Mar Caspio, dalla Turchia e Iran a ovest fino al deserto del Takla Makan, nello Xinjiang (Cina), attraverso tutta l'Asia centrale. In cattività non è presente nessun esemplare.
In passato la tigre del Caspio era diffusa anche nel Turkestan cinese e russo, in Afghanistan, Iran e Turchia.
Con la tigre siberiana e quella del Bengala, la tigre del Caspio è stato il più grande felino vissuto in epoca storica, nonché uno dei più grandi Felidi mai esistiti.
Secondo alcuni autori la tigre del Caspio non sarebbe una sottospecie distinta dalla tigre del Bengala (Panthera tigris tigris), ma ciò è ancora oggetto di dibattito.

## Descrizione

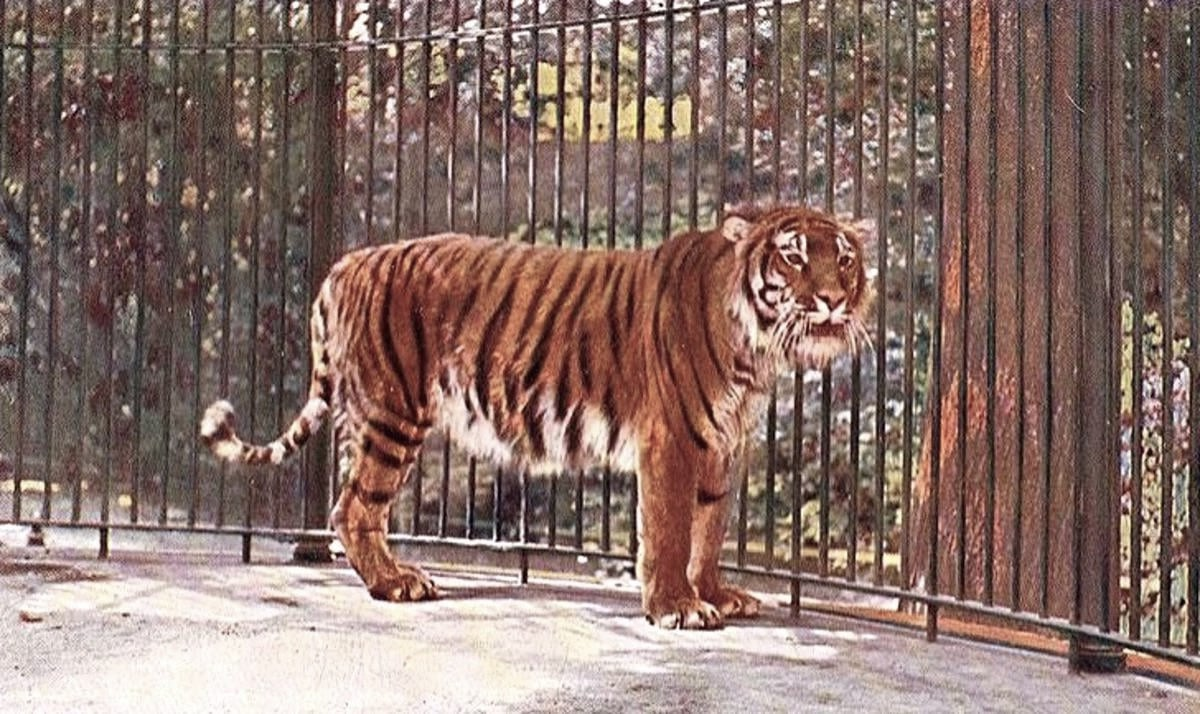
Foto a colori esaltati dell'esemplare in cattività vissuto al Zoologischer Garten Berlin (1899)

### Dimensioni
Il corpo della tigre del Caspio era generalmente meno massiccio di quello della tigre siberiana e le sue dimensioni medie erano leggermente inferiori. Nel Turkestan, i maschi superavano i 200 cm di lunghezza, potendo raggiungere, in almeno un caso, una lunghezza stimata di 270 cm. Le femmine erano più piccole e generalmente la loro lunghezza si aggirava sui 160–180 cm. Il peso massimo registrato è stato di 240 kg. Nei maschi il cranio misurava 297,0-365,8 mm, nelle femmine 195,7-255,5. Malgrado le tigri del Turkestan non raggiungessero mai le dimensioni di quelle siberiane, furono tuttavia scoperti esemplari molto grandi. Una tigre uccisa nei pressi del fiume Sumbar, nel Kopet-Dag, nel gennaio del 1954, aveva un cranio lungo 385 mm, di dimensioni considerevolmente superiori a quelle massime mai registrate per questa sottospecie e leggermente superiori a quelle della maggior parte delle tigri siberiane.

### Mantello

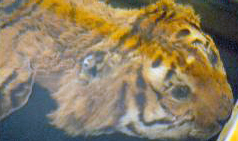
Pelle di tigre proveniente dall'Iran

Il colore di fondo principale del mantello era variabile, ma generalmente era più vivace e uniforme di quello delle tigri siberiane. Le strisce erano più sottili, più nitide e più distanziate tra loro di quelle della tigre siberiana. Il loro colore era costituito da un misto di toni marroni o cannella. Strisce completamente nere si trovavano solamente su testa, collo, nel mezzo del dorso e all'estremità della coda. Le strisce angolate alla base della coda erano meno sviluppate di quelle delle popolazioni siberiane. Il contrasto tra il mantello estivo e quello invernale era molto marcato, sebbene non così tanto come nella tigre siberiana. Il manto invernale era più chiaro, con disegni meno marcati. Quello estivo, invece, era molto simile, sia per densità che per lunghezza del pelo, a quello della tigre del Bengala, malgrado le strisce fossero di solito più sottili, più lunghe e più vicine tra loro.

### Relazioni filogenetiche con la tigre siberiana
Agli inizi del XXI secolo, ricercatori dell'Università di Oxford, dell'Istituto Nazionale USA per il Cancro e dell'Università Ebraica di Gerusalemme raccolsero campioni di tessuto da 23 esemplari di tigre del Caspio presenti nei musei di tutta l'Eurasia. Essi sequenziarono almeno un segmento di cinque geni mitocondriali e osservarono una scarsa variabilità del DNA mitocondriale rispetto ad altre sottospecie di tigri. Rivalutarono quindi le relazioni filogenetiche tra le varie sottospecie e osservarono una grande somiglianza tra le tigri del Caspio e quelle dell'Amur, la quale indica che le popolazioni dell'Amur sono i più stretti parenti viventi dell'ormai estinta tigre del Caspio; la somiglianza genetica implica inoltre la presenza di un antenato comune a entrambe le sottospecie vissuto in periodi molto recenti. Le analisi filogeografiche suggeriscono che meno di 100.000 anni fa l'antenato delle tigri del Caspio e dell'Amur colonizzò l'Asia centrale, attraverso la Via della seta, partendo dalla Cina orientale, per poi attraversare la Siberia verso est fino a raggiungere l'attuale areale della tigre dell'Amur, nell'Estremo Oriente Russo. L'attività degli uomini dell'era industriale potrebbe essere stato il fattore critico che ha spinto le tigri del Caspio e dell'Amur a isolarsi reciprocamente da quella che molto probabilmente costituiva un'unica popolazione contigua.

## Distribuzione e habitat
Le testimonianze storiche mostrano che la distribuzione delle tigri del Caspio nella regione del Mar Caspio non era continua, ma frammentata e associata a corsi d'acqua, bacini fluviali e sponde di laghi. Nel XIX secolo, essa viveva:
- nell'estremità sud-orientale del Caucaso: nelle foreste di collina e pianura dei Monti Talysh, nella pianura di Lenkoran, nelle foreste di pianura attorno a Prishib, da dove si spostavano verso le pianure orientali della Transcaucasia, e sui Monti Zangezur, nell'Iran nord-occidentale;
- in Asia centrale: nel Turkmenistan sud-occidentale, lungo il fiume Atrek e i suoi affluenti, il Sumbar e il Chandyr; nelle regioni occidentali e sud-occidentali del Kopet-Dag; nei dintorni di Ashkabad, sulle colline a nord della città; in Afghanistan, lungo il corso superiore dell'Hari-Rud nei pressi di Herat e lungo le giungle del corso inferiore dello stesso fiume; attorno a Tedzhen e Murgap e lungo i fiumi Kushka e Kashan; nel bacino dell'Amu-Darya, fino al Mare d'Aral; lungo il Syr-Darya, fino alla Valle di Fergana e a Tashkent, nonché sulle pendici occidentali del Talas Alatau; lungo tutte le coste del Mare d'Aral; lungo i fiumi Chu e Ili; lungo tutta la costa meridionale del Lago Balkhash e, verso nord, nella regione meridionale dei Monti Altai[6].

L'antico areale della sottospecie può essere determinato con una certa approssimazione esaminando la distribuzione degli ungulati nella regione. I cinghiali erano gli ungulati più numerosi nelle regioni boschive, lungo i corsi d'acqua, nei canneti e nei boschetti lungo il Caspio e il Mare d'Aral. Dove i corsi d'acqua penetravano in profondità nelle aree desertiche, l'habitat dei cinghiali e delle tigri era spesso lineare, con una larghezza ristretta a solo pochi chilometri. Cervi nobili e caprioli vivevano nelle foreste lungo il Mar Nero, nella regione più occidentale dell'areale occupato dalla tigre, e attorno alle coste meridionali del Caspio, in una stretta cintura di copertura forestale. I caprioli erano presenti nelle regioni boschive a sud del Lago Balkash. I cervi della Battriana vivevano nella stretta cintura di foreste che cinge i confini meridionali del Mare d'Aral e, più a sud, il corso dei fiumi Syr-Darya e Amu-Darya.

## Biologia

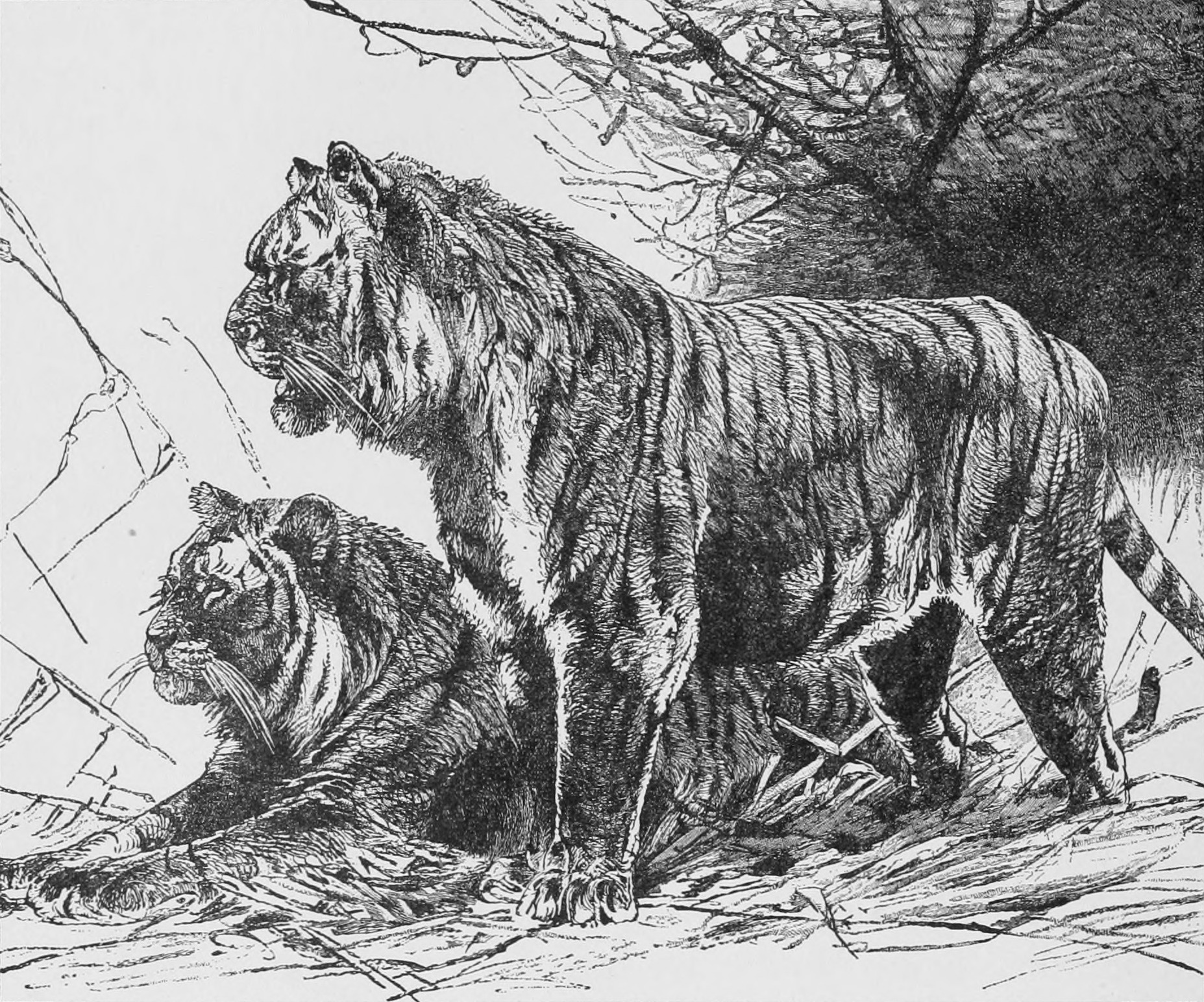
Raffigurazione di due tigri del Caspio

Non vi sono dati disponibili riguardo al comportamento territoriale delle tigri del Caspio. In cerca di prede, i felini erano costretti a spostarsi continuamente, seguendo gli ungulati da un pascolo all'altro. Cinghiali e cervidi erano le loro prede principali. In molte regioni dell'Asia centrale, oltre ai cinghiali, le tigri cacciavano anche cervi della Battriana e caprioli. Occasionalmente, catturavano anche cervi nobili del Caucaso, gazzelle gozzute in Iran, sciacalli, gatti della giungla, locuste e altri piccoli mammiferi lungo il corso inferiore dell'Amu-Darya, saighe, cavalli selvatici, asini selvatici della Mongolia e pecore di montagna lungo lo Zhana-Darya e attorno al Mare d'Aral, e wapiti della Manciuria e alci nella regione del Baikal. Seguivano le mandrie di specie migratrici, come la renna, e catturavano pesci nelle aree inondate e nei canali d'irrigazione. In inverno, attaccavano frequentemente cani e animali domestici che si allontanavano dal gregge. Preferivano bere l'acqua dei fiumi e quella dei laghi, nelle stagioni in cui quest'ultima era meno salmastra.

## Estinzione
Il declino delle tigri del Caspio iniziò con la colonizzazione russa del Turkestan alla fine del XIX secolo. Il processo che portò alla loro totale scomparsa venne intensificato da alcuni fattori:
- Esse venivano perseguitate accanitamente da molti cacciatori e militari, che organizzavano grandi battute di caccia a cinghiali e tigri[6].
- I vasti canneti che davano loro riparo furono in gran parte convertiti in aree coltivate a cotone e ad altre piante che si sviluppavano benissimo nel fertile limo presente lungo i fiumi, i quali costituivano a loro volta la via per la colonizzazione dell'habitat rivierasco[10].
- La peste suina, l'afta epizootica e disastri naturali come inondazioni e incendi provocarono stragi di cinghiali[11].
- Le tigri, inoltre, erano già vulnerabili a causa della ridotta estensione del loro areale, confinato a regioni fluviali separate tra loro da vaste estensioni di terreno desertico[8].

Fino agli inizi del XX secolo, venne impiegato l'esercito regolare russo per liberare dai predatori le foreste, le aree attorno agli insediamenti e i potenziali terreni agricoli. Fino alla seconda guerra mondiale, solo nelle foreste lungo l'Amu-Darya e il Piandj, ogni anno venivano uccise circa 50 tigri. Per ogni pelle di tigre, fino al 1929, venivano pagati elevati incentivi. Cinghiali e cervi, le prede principali delle tigri, furono decimati dalla deforestazione e dalla caccia di sussistenza da parte delle sempre più numerose popolazioni umane stanziate lungo i fiumi, nonché dal crescente sviluppo dei terreni agricoli. A partire dal 1910, è stato stimato che quasi un quinto dei terreni fertili del Turkestan, dei quali circa la metà situati nella Valle di Fergana, era occupato da piante di cotone.

### Le ultime tigri del Caspio
La sola tigre del Caspio di cui venne accertata la presenza in Iraq venne abbattuta nei pressi di Mosul nel 1887. Nella regione del Caucaso, l'ultima tigre di cui siamo a conoscenza venne uccisa nel 1922 vicino a Tbilisi, in Georgia, dopo aver attaccato del bestiame domestico. Il felino scomparve dal bacino del Tarim, nello Xinjiang, nel corso degli anni '20. In Kazakistan, l'ultima tigre venne avvistata nel 1948 nei pressi dell'Ili, sua ultima roccaforte nella regione del Lago Balkhash. In Turkmenistan, l'ultima tigre venne abbattuta nel gennaio del 1954 nella valle del Sumbar, nella Catena dei Kopet-Dag. Nella provincia iraniana del Golestān, una delle ultime tigri venne abbattuta nel 1953; nella stessa regione, un altro esemplare venne avvistato nel 1958. Sui monti Tian Shan, a ovest di Ürümqi, in Cina, le ultime tigri del Caspio scomparvero dal bacino del Manasi negli anni '60. L'ultima testimonianza della presenza dell'animale lungo il corso inferiore dell'Amu-Darya, vicino al Mare d'Aral, è stata un avvistamento non confermato avvenuto nei pressi di Nukus nel 1968. Dagli inizi degli anni '70, le tigri scomparvero dal corso inferiore del fiume e dalla valle del Pyandzh, al confine tra Turkmenistan, Uzbekistan e Afghanistan.
Esistono voci riguardanti l'uccisione documentata di una tigre avvenuta a Uludere, nella provincia turca di Şırnak, nel 1970. Un'accurata indagine, effettuata intervistando gli abitanti della regione, rivelò che in Turchia orientale, fino a metà degli anni '80, ogni anno venivano abbattute da una a otto tigri e che molto probabilmente la specie sopravvisse nella regione fino agli inizi degli anni '90. La mancanza di interesse nei confronti dell'argomento, nonché problemi di sicurezza, hanno però impedito ulteriori sopralluoghi nella regione.

### Ultimi tentativi per salvare la tigre del Caspio dall'estinzione
Nel 1938 venne istituita la prima area protetta del Tagikistan, Tigrovaya Balka, il «vecchio canale fluviale della tigre». Il nome dato a questo zapovednik si riferiva ad un evento accaduto anni prima, quando una tigre assalì due ufficiali dell'esercito russo che cavalcavano lungo un canale fluviale, detto balka in russo, in secca. Tigrovaya Balka, situata lungo il corso inferiore del Vakhsh, tra i fiumi Piandj e Kofarnihon, nei pressi del confine con l'Afghanistan, fu l'ultima roccaforte della tigre del Caspio in Unione Sovietica. L'ultima tigre del Caspio vi venne avvistata nel 1958.
Nell'URSS, le tigri vennero dichiarate protette nel 1947.
In Iran, la tigre del Caspio divenne specie protetta nel 1957 e l'uccisione di un esemplare veniva punita con pesanti multe. Agli inizi degli anni '70, i biologi del Dipartimento dell'Ambiente pattugliarono per alcuni anni le disabitate foreste lungo le coste del Caspio alla ricerca di questo animale, ma non trovarono alcuna prova della sua presenza.

## Progetti di reintroduzione delle tigri in Asia centrale
Stimolati dalla recente scoperta che la tigre dell'Amur sia il più stretto parente di quella del Caspio, gli studiosi hanno iniziato a discutere la possibilità di reintrodurne alcune in un luogo sicuro dell'Asia centrale. Come potenziale sito per il progetto è stato suggerito il delta dell'Amu-Darya. È stato avviato uno studio volto a indagare se tale zona sia adatta al progetto e se una tale iniziativa avrebbe ricevuto sostegno da decision maker interessati. Una popolazione sana di tigri di circa 100 esemplari necessita almeno di 5000 km² di habitat contiguo e ricco di prede. L'indagine, però, ha riscontrato che nessun'area è attualmente disponibile per un progetto a breve termine. La regione proposta, quindi, è risultata inadatta per la reintroduzione, almeno in questa fase di sviluppo.